# J. C. W. Beckham
- Pentru alți oameni al căror nume de familie este Beckham, vezi Beckham (nume de familie).

John Crepps Wickliffe Beckham, cunoscut public mai ales ca J. C. W. Beckham (n. 5 august 1869 – d. 9 ianuarie 1940) a fost cel de-al 35-lea guvernator al statului Kentucky și senator al Senatului Statelor Unite ale Americii din partea aceluiași stat Kentucky, statul său natal. Beckham a fost primul senator al statului care a fost ales prin vot direct ca urmare a votării celui de-al Șaptesprezecelea Amendament al Constituției Statelor Unite ale Americii.
Descinzând dintr-o familie politică proeminentă, Beckham a fost ales ca partener al lui William Goebel în alegerile pentru guvernator din anul 1899 din partea Partidului Democrat. Goebel a pierdut atunci alegerile în favoarea republicanului William S. Taylor, dar Adunarea Generală Legislativă a statului (Kentucky General Assembly) a contestat rezultatele aducând argumente în favoarea contestării.
În timpul ambiguității politice care a urmat, un asasin necunoscut l-a împușcat pe Goebel. A doua zi, Adunarea Generală a statului a invalidat suficient de multe voturi pentru ca Goebel să câștige alegerile. Acesta a jurat credință și a fost învestit în funcție pe patul de moarte. Imediat după moartea sa, conform constituției statului Kentucky, vice-guvernatorul J. C. W. Beckham a devenit guvernator. Taylor a contestat decizia, afirmând că alegerile ar fi fost furate de către majoritatea democrată a Adunării și deci implicit de către tandemul Goebel-Beckhman. După un proces juridic, în urma căruia Beckham a ieșit câștigător, Taylor a părăsit statul pentru întotdeauna.

## Carieră politică
Cariera politică a lui Beckham a început în 1894 când a fost ales în Camera Reprezentanților din Kentucky, unde a avut patru mandate consecutive și a fost purtătorul de cuvânt al camerei în 1898.